# اچ‌ام‌اس رکرویت (۱۸۰۶)
اچ‌ام‌اس رکرویت (۱۸۰۶) (به انگلیسی: HMS Recruit (1806)) یک کشتی بود که طول آن ۱۰۰ فوت (۳۰ متر) بود. این کشتی در سال ۱۸۰۶ ساخته شد.